# アンディ・アティング
アンドリュー・アティング（Andrew Utting , 1977年9月9日 - ）は、オーストラリアビクトリア州メルボルン出身の元プロ野球選手（捕手、内野手）。

## 来歴・人物
1996年から1998年まで、ボルチモア・オリオールズ傘下のマイナーチームでプレー。
1999年から2000年は、アメリカの独立リーグであるフロンティア・リーグのクックカウンティ・チーターズでプレー。
2001年から2006年は、オーストラリアのアマチュアリーグでプレー。
2004年には、アテネオリンピックの野球オーストラリア代表に選出。同国の銀メダル獲得に貢献した。
2007年7月28日、四国アイランドリーグの徳島インディゴソックスに入団。
2008年には、北京オリンピックのオーストラリア代表に選出されたが、チームは予選で敗退。同年のシーズン終了後に徳島を退団した。
2010年からは、オーストラリアン・ベースボールリーグのブリスベン・バンディッツでアシスタント・コーチを務めている。

## 詳細情報

### 年度別打撃成績
出典は四国アイランドリーグplusウェブサイトによる
| 年 度     | 球 団     | 試 合 | 打 数 | 得 点 | 安 打 | 二 塁 打 | 三 塁 打 | 本 塁 打 | 打 点 | 盗 塁 | 犠 打 | 犠 飛 | 四 球 | 死 球 | 三 振 | 打 率 |
| --------- | --------- | ----- | ----- | ----- | ----- | -------- | -------- | -------- | ----- | ----- | ----- | ----- | ----- | ----- | ----- | ----- |
| 2007      | 徳島      | 37    | 127   | 11    | 21    | 5        | 0        | 1        | 8     | 2     | 0     | 1     | 19    | 1     | 40    | .165  |
| 2008      | 徳島      | 72    | 198   | 18    | 45    | 9        | 0        | 3        | 21    | 3     | 0     | 0     | 20    | 4     | 46    | .227  |
| 通算：2年 | 通算：2年 | 109   | 325   | 29    | 66    | 14       | 0        | 4        | 29    | 5     | 0     | 1     | 39    | 5     | 86    | .203  |

### 背番号
- 21 （2007年 - 2008年）
- 20 （2010年 - ）